# Liste von Brunnen und Denkmälern in Bad Soden (Taunus)
In dieser Liste sind die Brunnen und Denkmäler der Stadt Bad Soden am Taunus im Main-Taunus-Kreis aufgeführt.
| Bezeichnung                                 | Bild                                        | Standort                                                                                   | Künstler                     | Errichtung Einweihung | Weitere Informationen |
| ------------------------------------------- | ------------------------------------------- | ------------------------------------------------------------------------------------------ | ---------------------------- | --------------------- | --- |
| Champagnerbrunnen                           | Champagnerbrunnen                           | Wilhelmspark                                                                               |                              | 1842                  | Quelle XIX; In den Jahren 1842, 1889, 1969/70 und 1986 wurde jeweils der Brunnen neugestaltet. |
| Dr. Köhler Denkmal                          | Dr. Köhler Denkmal                          | Quellenpark                                                                                |                              | 1890                  | Das Denkmal wurde 1890 zunächst in der Alten Trinkhalle aufgestellt. Nach dem Abriss 1955 wurde es dann im Quellenpark aufgestellt.                                                                                         |
| Dr. Thilenius Denkmal                       | Dr. Thilenius Denkmal                       | Alter Kurpark                                                                              |                              |                       | Denkmal für Obermedizinalrat Dr. O. Thilenius, Erster Brunnenarzt in Bad Soden |
| Gefallenendenkmal für die beiden Weltkriege | Gefallenendenkmal                           | Alter Kurpark, am Minigolfplatz; seit 2014 im Ehrenhain des Friedhofs an der Falkenstrasse | Friedrich Christoph Hausmann | 1920                  | Denkmal für die Gefallenen des Ersten Weltkrieges, später auch für die des Zweiten Weltkrieges. |
| Gefallenendenkmal für den Krieg 1870/71     | Kriegerdenkmal                              | Alter Kurpark                                                                              |                              | 1895                  | Denkmal für die Gefallenen des deutsch-französischen Krieges 1870/71, zerstört im Zweiten Weltkrieg. |
| Glockenbrunnen                              | Winklerbrunnen                              | Wilhelmspark                                                                               |                              | 1906                  | Quelle XII, 1906 neu gefasst. |
| Justus von Liebig-Brunnen                   | Milch-, Warm- und Justus von Liebig-Brunnen | Franzensbader Platz                                                                        |                              | 1963                  | Quelle XIXb, auch Warmer Champagnerbrunnen. Auslauf am Franzensbader Platz. |
| Kurgastbrunnen                              | Winklerbrunnen                              | Reuil-Malmaison-Platz                                                                      | Bonifatius Stirnbeck         | 1980                  | Dieser Brunnen stellt die Geschichte der ehemaligen Kurstadt Bad Soden dar. |
| Milchbrunnen                                | Milch-, Warm- und Justus von Liebig-Brunnen | Franzensbader Platz                                                                        |                              | 15. Jahrhundert       | Quelle I, War bereits im 15. Jahrhundert bekannt, aber wurde während des 30-jährigen Krieges verschüttet. 1700 wurde sie wiederentdeckt. Ab 1887 floss sie in der Trinkhalle. Heute fließt sie auf dem Franzensbader Platz. |
| Neuer Sprudel                               | Neuer Sprudel                               | Alter Kurpark                                                                              |                              | 1938                  | Quelle XXVII, Wurde zwischen 1936 und 1938 gebohrt |
| Sauerbrunnen                                | Sauerbrunnen.JPG                            | In der Straße Zum Quellenpark                                                              |                              | 1820                  | Quelle V, 1820 erstmals erwähnt. Das Wasser wurde früher zum Kochen und Trinken genutzt. In den 1970er-Jahren wurde sie geschüttet, aber 1981 wieder eröffnet.                                                              |
| Sigrid-Pless-Brunnen                        | Sigrid-Pless-Brunnen                        | Am Ramada-Hotel/Königsteiner Straße                                                        | Heinz Tobolla                | 2005                  | Dieser Brunnen wurde für Frau Sigrid Pless erbaut. Diese spendete der Stadt Bad Soden ihre komplette Meißener Porzellan Sammlung.                                                                                           |
| Solbrunnen mit Sodeniatempel                | Solbrunnen                                  | Im Quellenpark                                                                             | Thelemann von Biebrich       | 1856                  | Quelle IV; Der Pavillon mit der Sodenia wurde 1888 vom Sodener Bildhauer Adam Henrich (1854–1909) hinzugefügt. |
| Solsprudel                                  | Solsprudel                                  | Alter Kurpark                                                                              |                              | 1857–1858             | Quelle XXIV, im Auftrag der Nassauischen Regierung gebohrt. |
| Schwefelbrunnen                             | Solbrunnen                                  | Im Alten Kurpark                                                                           |                              | 1839                  | Quelle VI b; Das Wasser wurde für private Badeanstalten genutzt. |
| Warmbrunnen                                 | Milch-, Warm- und Justus von Liebig-Brunnen | Franzensbader Platz                                                                        |                              | 1699                  | Quellen III, Erste Fassung 1699, seit 1805 Kurbrunnen, ab 1887 floss sie in der Trinkhalle. Heute fließt er auf dem Franzensbader Platz                                                                                     |
| Wiesenbrunnen                               | Wiesenbrunnen                               | Quellenpark                                                                                |                              | 1820                  | Quelle XVIII, lag in der Nähe des Solsprudels. Der Brunnen wurde nach dem Zweiten Weltkrieg geschlossen. |
| Wilhelmsbrunnen                             | Wilhelmsbrunnen                             | Im Alten Kurpark                                                                           |                              | 1875                  | Quelle VI a; Dieser Brunnen befand sich neben dem Schwefelbrunnen. Seit 2001 aber fließt nur noch der Schwefelbrunnen. |
| Winklerbrunnen                              | Winklerbrunnen                              | Im Wilhelmspark                                                                            |                              | 1924                  | Quelle II, 1988 wurde dieser neu gestaltet. |